# 블랙홀 정보 역설

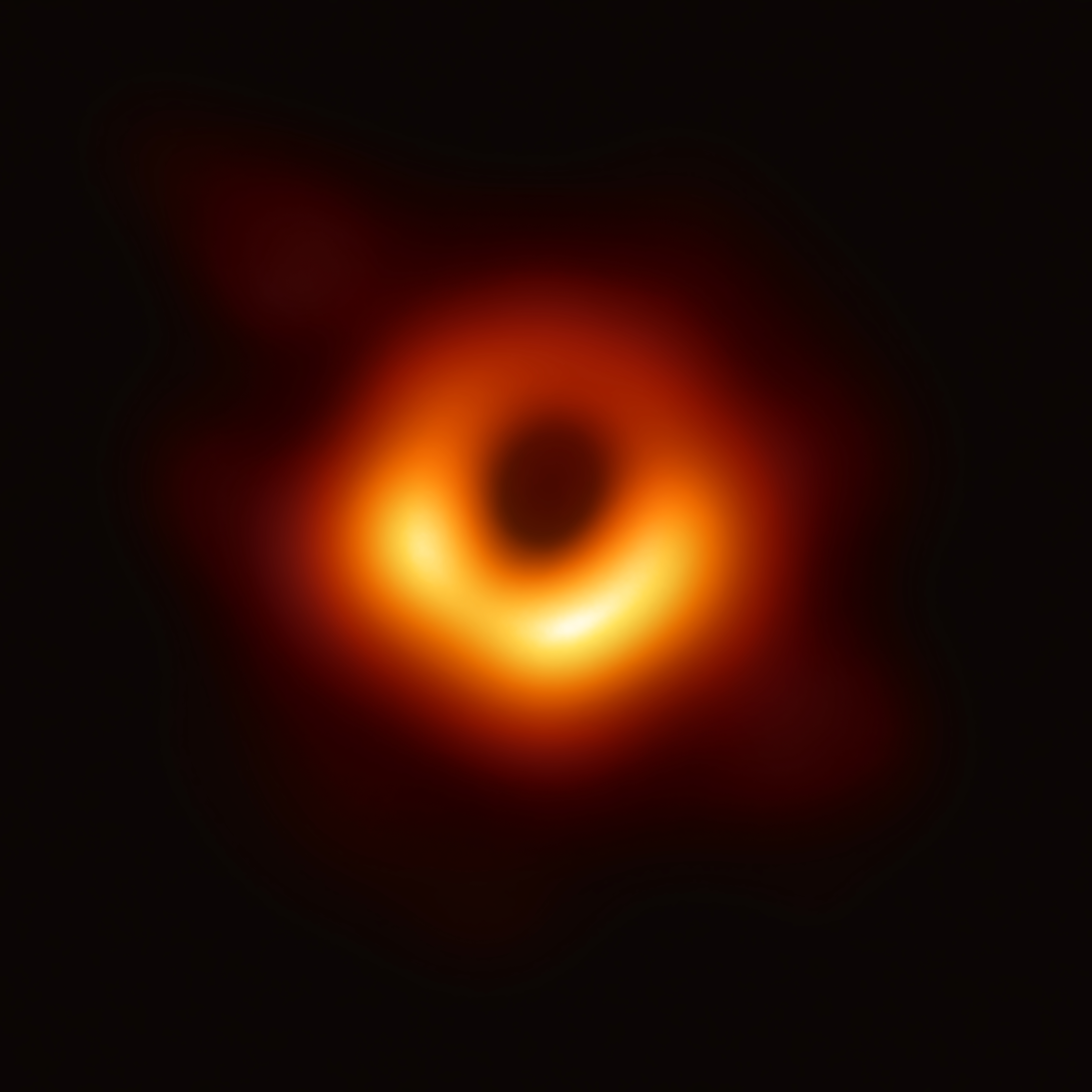
2019년 4월에 공개된 사건 지평선 망원경으로 M87의 초대질량 블랙홀을 촬영한 블랙홀의 첫 번째 이미지(실루엣 또는 그림자).

블랙홀 정보 역설(black hole information paradox)은 양자역학과 일반 상대성이론의 예측들이 결합될 때 나타나는 한 역설이다. 일반 상대성이론은 빛조차도 빠져나갈 수 없는 시공간 영역인 블랙홀의 존재를 예측한다. 1970년대에, 스티븐 호킹은 휘어진 시공간의 양자장론의 준고전적(semiclassical) 접근법을 이러한 시스템에 적용하여 어떤 고립된 블랙홀이 호킹 복사라 불리는 한 형태의 복사를 방출한다는 사실을 발견했다. 그는 또한 방사선의 세부적인 형태가 블랙홀의 초기 상태와는 무관하며, 또한 질량, 전하 및 각운동량에만 의존한다고 주장했다.
정보 역설은 블랙홀이 한 물리적 과정을 통해 형성된 후 호킹 복사를 통해 완전히 증발하는 과정을 고려할 때 나타난다. 호킹의 계산에 따르면 복사의 최종 상태는 초기 상태의 총 질량, 전하 및 각운동량에 대한 정보만 보유하게 된다. 많은 다른 상태들이 동일한 질량, 전하 및 각운동량을 가질 수 있기 때문에, 이는 많은 초기 물리적 상태들과 동일한 최종 상태로 진화할 수 있음을 시사한다. 따라서, 초기 상태의 세부 사항에 대한 정보는 영구적으로 손실된다; 그렇지만 이것은 고전 물리학 및 양자 물리학의 핵심 교훈을 위반한다: 그것은 원칙적으로, 한 시점의 시스템 상태가 다른 시간의 상태를 결정해야만  한다. 특히, 양자 역학에서 시스템의 상태는 파동 함수에 의해 부호화된다. 파동 함수의 진화는 한 유니터리 연산자에 의해 결정되며, 유니터리성는 어느 시점의 파동 함수가 과거 또는 미래의 파동 함수를 결정하는 데 사용될 수 있음을 의미한다. 1993년 돈 페이지Don Page는 블랙홀이 순수한 양자 상태에서 시작하여 유니터리 과정에 의해 완전히 증발하면 호킹 복사의 폰 노이만 엔트로피(Von Neumann entropy)가 처음에는 증가하다가 블랙홀이 사라지면 다시 영으로 감소한다고 주장했다. 이를 페이지 곡선이라고 불린다.
현재는 일반적으로 블랙홀 증발에서 정보가 보존된다고 믿어진다. 많은 연구자들에게 페이지 곡선을 도출하는 것은 블랙홀 정보 퍼즐을 푸는 것과 동의어이다.:291 그러나 호킹의 원래 준고전적 계산을 정확히 어떻게 수정해야 하는지에 대해서는 견해가 다르다. 최근에는, 원래 역설의 여러 확장들이 탐구되어 왔다. 종합하면, 블랙홀 증발에 관한 이러한 퍼즐들은 중력과 양자역학이 어떻게 결합되어야 하는지에 대한 함의를 담고 있다. 정보 역설은 양자 중력 분야에서 활발한 연구 분야로 남아 있다.

## 관련 원리들
양자 역학에서 상태의 진화는 슈뢰딩거 방정식의 지배를 받는다. 슈뢰딩거 방정식은 역설과 관련된 두 가지 원칙, 즉 현재의 파동 함수가 주어졌을 때 미래의 변화는 진화 연산자에 의해 고유하게 결정된다는 양자 결정론과 진화 연산자가 역을 가지고 있다는 사실, 즉 과거의 파동 함수도 마찬가지로 고유하다는 것을 의미하는 가역성을 따른다. 이 두 가지의 조합은 정보가 항상 보존되어야 한다는 것을 의미한다. 여기서 '정보'는 상태의 모든 상태의 상세들을 의미하며 또한 정보가 보존되어야 한다는 언급은 이전 시간에 해당하는 상세들이 나중에 언제든지 재구성될 수 있다는 것을 의미한다.
수학적으로, 슈뢰딩거 방정식은 시간 t1의 파동 함수가 유니터리 연산자를 통해 시간 t2의 파동 함수와 연관될 수 있음을 의미한다.
{\displaystyle |\Psi (t_{1})\rangle =U(t_{1},t_{2})|\Psi (t_{2})\rangle .}
유니터리 연산자는 전단사이므로 t2의 파동 함수는 t1의 파동 함수에서 구할 수 있으며, 그 반대의 경우도 마찬가지이다.
위에서 설명한 시간 진화의 가역성은 파동 함수가 상태에 대한 완전한 설명을 제공하기 때문에 미시적 수준에서만 적용된다. 열역학적 비가역성과 혼동해서는 안된다. 열역학에서 일반적으로 수행되는 것처럼 만일 시스템의 거친-알갱이(coarse-grained) 특징만 추적하고 미시적 상세를 추적하지 않는 경우 프로세스가 되돌릴 수 없는 것처럼 보일 수 있다. 그러나 미시적 수준에서, 양자역학의 원리는 모든 과정이 완전히 되돌릴 수 있다는 것을 의미한다.
1970년대 중반부터 스티븐 호킹과 제이콥 베켄슈타인은 블랙홀 증발이 정보를 잃기 때문에 유니터리성과 일치하지 않는다는 이론적 주장을 제기했다. 결정적으로 이러한 주장은 미시적 수준에서 적용될 수 있는 것으로, 블랙홀 증발은 열역학적으로 뿐만 아니라 미시적으로도 되돌릴 수 없음을 시사했다. 이는 위에서 설명한 유니터리성의 원리와 모순되며 정보 역설로 이어진다. 이 역설은 블랙홀 형성과 증발로 인해 양자역학이 위반될 수 있음을 시사하기 때문에 호킹은 이 역설을 "중력 붕괴의 예측 가능성 붕괴"라는 관점에서 설명했다.
미시적 비가역성에 대한 주장은 고립된 블랙홀이 방출하는 복사의 스펙트럼을 계산한 호킹의 계산으로 뒷받침되었다. 이 계산은 일반 상대성이론과 양자장론의 틀을 활용했다. 호킹 복사 계산은 블랙홀 지평선에서 수행되며 또한 시공간 기하학의 반작용(backreaction)을 고려하지 않는다; 충분히 큰 블랙홀의 경우 지평선에서의 곡률이 작으므로 이 두 이론 모두 유효해야 한다. 호킹은 블랙홀에서 방출되는 복사가 블랙홀의 질량, 전하 및 스핀과 같은 몇 가지 거시적 매개변수에만 의존할 뿐이고, 블랙홀의 형성을 이끈 초기 상태의 상세에는 의존하지 않는다는 결론에 도달하기 위해 털없음 정리에 의존했다. 또한, 정보 손실에 대한 주장은 블랙홀 시공간의 인과 구조에 의존했는데, 이는 내부의 정보가 블랙홀이 방출하는 복사에 대한 관측을 포함하여 외부의 어떤 관측에도 영향을 미치지 않아야 한다는 것을 시사한다. 만약 그렇다면, 블랙홀 외부의 시공간 영역은 블랙홀 증발 후 내부 상태에 대한 정보를 잃게 되어,  이것은 정보의 손실로 이어질 것이다.
오늘날 일부 물리학자들은 홀로그래피 원리(특히 AdS/CFT 이중성)가 호킹의 결론이 틀렸고 정보가 실제로 보존된다는 것을 보여준다고 생각한다. 또한, 최근 분석들은 준고전 중력에서는 정보 손실 역설이 공식화에 필요한 모든 가정들을 동시에 실현할 수 없기 때문에 자기 일관된 방식으로 공식화될 수 없다는 것을 보여준다.

## 블랙홀 증발

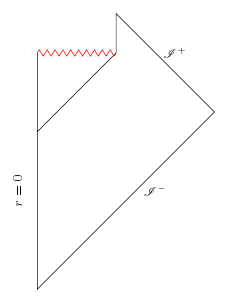
블랙홀이 형성되었다가 완전히 증발하는 펜로즈 다이어그램. 시간은 세로축에 아래에서 위로 표시됨; 공간은 가로축에 왼쪽(반지름 영)에서 오른쪽(커지는 반지름)으로 표시됨.

1973-1975년 스티븐 호킹은 블랙홀이 에너지를 천천히 방출해야 한다는 것을 보여 주었고, 또한 나중에 이것이 유니터리성과 모순으로 이어진다고 주장했다. 호킹은 고전적인 털없음 정리를 사용하여 호킹 복사라고 불리는 이 복사의 형태가 블랙홀을 형성하기 위해 붕괴한 별이나 물질의 초기 상태와 완전히 독립적일 것이라고 주장니다. 그는 블랙홀이 완전히 증발할 때까지 복사의 과정이 계속될 것이라고 주장했다. 이 과정이 끝나면 블랙홀의 모든 초기 에너지는 복사으로 전달되었을 것이다. 그러나, 호킹의 주장에 따르면, 복사은 초기 상태에 대한 정보를 보유하지 않으므로 초기 상태에 대한 정보가 손실될 것이다.
보다 구체적으로, 호킹은 블랙홀에서 방출되는 복사의 패턴은 붕괴 초기 상태가 아니라 블랙홀의 초기 온도, 전하 및 각운동량에 의해서만 제어되는 확률 분포와 더불어 무작위적일 것이라고 주장했다. 이러한 확률적 과정에 의해 생성되는 상태를 양자역학에서는 혼합 상태(mixed state)라고 불린다. 따라서, 호킹은 블랙홀을 형성하기 위해 붕괴한 별이나 물질이 특정한 순수한 양자 상태(quantum state)에서 시작되었다면, 증발 과정은 순수한 상태를 혼합 상태로 변형할 것이라고 주장했다. 이것은 위에서 설명한 양자역학적 진화의 유니터리성과 일치하지 않는다.
정보 손실은 상태의 고운-알갱이(fine-grained) 폰 노이만 엔트로피(Von Neumann entropy)의 변화로 정량화할 수 있다. 순수한 상태에는 0의 폰 노이만 엔트로피가 할당되는 반면, 혼합 상태에는 유한한 엔트로피가 할당된다. 슈뢰딩거 방정식에 따른 상태의 유니터리 진화는 엔트로피를 보존한다. 따라서 호킹의 주장은 블랙홀 증발 과정을 유니터리 진화의 프레임워크 안에서 설명할 수 없다는 것을 시사한다. 이 역설은 종종 양자역학의 관점에서 표현되지만, 순수 상태에서 혼합 상태로 진화하는 것은 고전 물리학의 리우빌 정리(Liouville's theorem)와도 일치하지 않는다(예: 참조).
호킹은 방정식에서 블랙홀 배경에서 전파되는 양자장에 대한 주파수 {\displaystyle \omega }에서의 생성 및 소멸 연산자(creation and annihilation operators)를 {\displaystyle a_{\omega }}와 {\displaystyle a_{\omega }^{\dagger }}으로 나타내면 블랙홀 붕괴로 형성되는 상태에서 이들 연산자의 곱의 기대값이 다음을 만족한다는 것을 보여 주었다.
{\displaystyle \langle a_{\omega }a_{\omega }^{\dagger }\rangle _{\rm {hawk}}={1 \over 1-e^{-\beta \omega }}}
여기서 {\displaystyle \beta =1/(kT)}, k는 볼츠만 상수이고, T는 블랙홀의 온도이다. (예를 들어, 2.2절의 참조) 이 공식에는 두 가지 중요한 측면이 있다. 첫 번째는 블랙홀의 초기 상태는 하나의 매개변수로 특성화할 수 없지만 복사의 형태는 온도라는 단일 매개변수에만 의존한다는 것이다. 둘째, 이 공식은 블랙홀이 다음과 같은 비율로 질량을 방출한다는 것을 의미한다.
{\displaystyle {dM \over dt}=-{aT^{4}}}
여기서 a는 스테판-볼츠만 상수를 포함한 기본 상수와 블랙홀 회체 계수(Black hole greybody factors)라고 불리는 블랙홀 시공간에 대한 특정 속성과 관련된 상수이다.
블랙홀의 온도는 질량, 전하 및 각운동량에 따라 차례로 달라진다. 슈바르츠실트 블랙홀의 경우 온도는 다음과 같이 주어진다.
{\displaystyle T={\hbar c^{3} \over 8\pi kGM}}
이것은 만일 블랙홀이 초기 질량 {\displaystyle M_{0}}으로 시작하면, 그것은{\displaystyle M_{0}^{3}}에 비례하는 시간 안에 완전히 증발한다는 뜻이다.
이 공식들의 중요한 측면은 이 과정을 통해 형성된 최종 복사 기체는 블랙홀의 온도에만 의존하고 초기 상태의 다른 세부 사항과는 무관하다는 것을 암시한다는 것이다. 이것은 다음과 같은 역설로 이어진다. 두 개의 서로 다른 초기 상태가 붕괴하여 질량이 같은 슈바르츠실트 블랙홀을 형성한다고 고려하라. 처음에는 서로 다른 상태였지만, 블랙홀의 질량(따라서 그 온도)이 같기 때문에 동일한 호킹 복사를 방출한다. 두 블랙홀이 완전히 증발하면, 두 경우 모두에서, 특징이 없는 복사의 기체만 남게 된다. 이 기체는 두 초기 상태를 구별하는 데 사용할 수 없으므로 정보가 손실되었다.
이제 위의 역설로 이어지는 추론에 결함이 있다는 것이 널리 믿어지고 있다.몇 가지 해결책들을 아래에서 검토된다.

## 대중 문화
정보 역설은 대중 매체를 통해 보도되었고 대중 과학 서적에도 소개된 바 있다. 이러한 보도 중 일부는 1997년 한쪽에 존 프레스킬John Preskill과 다른쪽에 호킹 및 킵 손 사이에 블랙홀에서는 정보가 손실되지 않는다는 내기에서 비롯된 것으로 널리 알려졌다. 이 역설에 대한 과학적 논쟁은 2008년 레오나드 서스킨드의 저서 《블랙홀 전쟁(The Black Hole War)》에 기술되어 있다. (이 책은 이 '전쟁'이 순전히 과학적인 전쟁이었으며, 개인적인 차원에서 참가자들은 친구로 남았다고 조심스럽게 언급한다.) 서스킨드는 호킹이 결국 홀로그래피 원리에 의해 블랙홀 증발이 유니터리하다는 확신을 갖게 되었고, 이는 엇호프트가 처음 제안하고 서스킨드가 더 발전시켰으며 나중에 AdS/CFT 대응성에 의해 정밀한 끈 이론 해석을 받았다고 썼다. 2004년에 호킹은 1997년 내기를 인정하고 "정보를 마음대로 검색할 수 있는" 야구 백과사전을 프레스킬에 지불했다. 손은 인정하기를 거부했다.

## 해
1997년 AdS/CFT 대응성이 제안된 이후, 물리학자들 사이에서 지배적인 믿음은 블랙홀 증발에서 정보가 실제로 보존된다는 것이다. 이러한 현상이 어떻게 일어나는지에 대해서는 크게 두 가지 주요 흐름이 있다. "끈 이론 학계"라고 불리는 곳에서 지배적인 생각은 호킹 복사가 정확히 열이 아니라 블랙홀 내부에 대한 정보를 암호화하는 양자 상관 관계를 수신한다는 것이다. 이 관점은 최근 광범위한 연구의 주제였으며 2019년에 연구자들이 특정 모형들에서 호킹 복사의 엔트로피 계산을 수정하고 복사가 실제로 블랙홀 내부에 이중으로 존재하는 것을 보여 주면서 더 많은 지지를 받았다. 호킹 자신도 이러한 견해에 영향을 받아 2004년에 AdS/CFT 대응성을 가정하고 사건의 지평선의 양자 섭동들이 블랙홀로부터 정보를 탈출시켜 정보 역설을 해결할 수 있다고 주장하는 논문을 발표했다. 이러한 관점에서, 중요한 것은 블랙홀 특이점이 아니라 블랙홀의 사건의 지평선이다. 참고 문헌의 중력 유도 자발적 복사(Gravity Induced Spontaneous Radiation GISR) 메커니즘은 이 아이디어의 구현으로 간주 될 수 있지만 사건 지평선의 양자 섭동들은 블랙홀의 미시 상태로 대체되었다.
다른 한편, "고리 양자중력 학계"라고 광범위하게 불릴 수 있는 학계에서는 정보 역설을 해결하기 위해서는 블랙홀 특이점이 어떻게 해결되는지 이해하는 것이 중요하다는 믿음이 지배적이다. 이러한 시나리오들은 정보가 점진적으로 나오는 것이 아니라 블랙홀 내부에 남아 있다가 블랙홀 증발이 끝날 때만 나오기 때문에 일반적으로 "잔여 시나리오(Remnant scenarios)"라고 불린다.
연구자들은 비유니터리(non-unitary) 시간 진화를 허용하기 위해 양자역학의 법칙을 수정하는 등 다른 가능성들도 연구하고 있다.
이러한 해결책들 중 일부는 아래에 자세하게 설명된다.

### 역설에 대한 GISR 메커니즘의 해결
출처:
이 해결 방법은 GISR을 호킹 복사의 기본 메커니즘으로 간주하고 후자를 결과로만 고려한다. GISR의 물리학 성분은 다음과 같이 명시적으로 에르미트 해밀토니안에 반영된다.
{\displaystyle {\begin{aligned}H&={\begin{pmatrix}w^{i}\\&w_{-}^{j}\\&&\ddots \\&&&{\scriptstyle {\it {0}}}^{\scriptscriptstyle {\it {1}}}\end{pmatrix}}+\sum _{q}\hbar \omega _{q}a_{q}^{\dagger }a_{q}+\sum _{u,v}^{|u-v|=\hbar \omega _{q}}g_{u^{n}v^{\ell }}b_{u^{n}v^{\ell }}^{\dagger }a_{q}\\g_{u\;\!\!^{n}v^{\ell }}&\propto -{\frac {\hbar }{G\{M_{u},M_{v}\}^{\mathrm {max} }}}\mathrm {Siml} \{\Psi [M_{u\;\!\!^{n}}\!(r)],\Psi [M_{v\;\!\!^{\ell }}\!(r)]\}\end{aligned}}}
첫 번째 항 {\displaystyle H}는 초기 상태보다 무겁지 않은 블랙홀의 미시적 상태를 나타내는 대각선 행렬이다; 두 번째 항은 블랙홀 주변의 입자의 진공 요동을 기술하며 많은 조화 진동자들로 표현된다; 세 번째 항은 진공 요동 모드를 블랙홀에 커플링하여 에너지가 블랙홀의 두 상태 사이의 차이와 일치하는 각 모드에 대해 후자가 두 상태의 미시 파동 함수의 유사성 계수에 비례하는 진폭으로 통과하도록 한다. 해밀토니안 수준에서는 더 높은 에너지 상태 {\displaystyle u}에서 더 낮은 상태 {\displaystyle v}로 또는 그 반대로의 전이도 똑같이 허용된다. 이 커플링의 형태는 원자 물리학의 제인스-커밍스 모형(Jaynes–Cummings model)에서 광자-원자의 커플링을 모방한 것이다. JC 모형에서 광자의 벡터 포텐셜을 블랙홀의 경우 방사될 입자의 결합 에너지로, 원자의 초기 상태와 최종 상태의 쌍극자 모멘트를 블랙홀의 초기 및 최종 상태 파동 함수의 유사성 계수로 대체할 뿐이다. 이러한 형태의 커플링은 어떤 의미에서 임시적인 것이지만, 중력 외에는 새로운 상호작용을 도입하지 않으며  또한 최종 양자 중력 이론이 어떻게 성장하든 이런 식으로든 일어날 수 밖에 없다.
{\displaystyle |\psi (t)\rangle =\sum _{u=w}^{0}\sum _{n=1}^{u}\sum _{\omega {}s}^{\omega +u=w}e^{-iut-i\omega {}st}c_{u\;\!\!^{n}}^{\omega {}s}(t)|u\;\!\!^{n}\otimes \omega {}s\rangle }
{\displaystyle i\hbar {\partial }_{t}|\psi (t)\rangle =H|\psi (t)\rangle }
여기서 {\displaystyle \omega {}s}는 총 에너지 {\displaystyle \omega }로 설정된 복사 입자들의 지수이다. 짧은 시간 진화 또는 단일 양자 방출의 경우, 위그너-비스코프 근사법(Wigner-Wiesskopf approximation)을 사용하면 GISR의 파워 스펙트럼이 정확히 열 유형이며 해당 온도가 호킹 복사와 동일함을 보여줄 수 있다. 그러나 장시간 진화 또는 연속 양자 방출의 경우, 이 과정은 평형을 벗어나며 초기 상태에 따라 달라지는 블랙홀 질량 또는 온도 대 시간 곡선이 특징이다. 멀리 떨어진 관측자는 이 질량 또는 온도 대 시간 곡선으로부터 초기 블랙홀에 저장된 정보를 검색할 수 있다.
GISR의 해밀토니안 및 파동 함수 기술을 통해 블랙홀과 그 호킹 입자들 사이의 얽힘 엔트로피를 명시적으로 계산할 수 있다.
{\displaystyle s_{BR}=-\operatorname {tr} _{B}\rho _{B}\log \rho _{B}=-tr_{R}\rho _{R}\log \rho _{R}}
{\displaystyle \rho _{B}=\operatorname {tr} _{R}\sum _{u=w}^{0}\sum _{n=1}^{u}\sum _{\omega {}s}^{\omega +u=w}|c_{u^{n}}^{\omega {}s}\rangle \langle c_{u^{n}}^{\omega {}s}|}
{\displaystyle \rho _{R}=\operatorname {tr} _{B}\sum _{u=w}^{0}\sum _{n=1}^{u}\sum _{\omega {}s}^{\omega +u=w}|c_{u^{n}}^{\omega {}s}\rangle \langle c_{u^{n}}^{\omega {}s}|}
GISR의 해밀토니안은 명시적으로 에르미트기 때문에, 결과는 소실 단계에 접근하는 블랙홀의 동등한 기회 방출 및 흡수 전이로부터 발생하는 일부 후기 라비형 진동(Rabi-type oscillation)을 제외하고는 자연스럽게 예상되는 페이지 곡선(Page curve)이 된다. 이 계산이 주는 가장 중요한 교훈은 증발하는 블랙홀의 중간 상태는 시간에 의존하는 질량을 가진 준고전적(semiclassical) 물체로 간주할 수 없다는 것이다. 그것은 블랙홀 + 호킹 입자들의 다양한 질량비 조합의 중첩으로 간주되어야 한다. 참고 문헌은 이 사실을 설명하기 위해 각 호킹 입자가 고양이를 죽이는 슈뢰딩거 고양이 유형 사고 실험을 디자인했다. 양자 기술에서 블랙홀이 언제, 얼마나 많은 입자를 방출했는지 확실히 알 수 없기 때문에 증발하는 블랙홀의 중간 상태는 각각 죽은 구성원의 비율이 다른 많은 고양이 그룹의 중첩으로 간주되어야 한다. 정보 누락 퍼즐에 대한 주장의 가장 큰 허점은 이 중첩을 무시한다는 것이다.

### 역설에 대한 작은 수정의 해결
이 아이디어는 호킹의 계산이 결국 초기 상태에 대한 정보를 보존하기에 충분한 작은 보정을 추적하지 못한다는 것을 시사한다. 이는 일상적인 "연소" 과정에서 발생하는 것과 유사하게 생각될 수 있다: 생성된 복사는 열로 보이지만 그 세밀한(fine-grained) 특징은 연소된 대상의 정확한 상세를 인코딩하는 것처럼 보이기 때문다. 이 아이디어는 양자역학에서 요구하는 가역성과 일치한다. 이는 양자 중력에 대한 끈 이론 접근 방식이라고 광범위하게 불릴 수 있는 지배적인 아이디어이다.
더 정확하게는 호킹이 계산하고 위에서 설명한 두 점의 상관관계(correlator)가 다음과 같이 되도록 호킹의 계산이 수정되었음을 시사한다.
{\displaystyle \langle a_{\omega }a_{\omega }^{\dagger }\rangle _{\rm {exact}}=\langle a_{\omega }a_{\omega }^{\dagger }\rangle _{\rm {hawk}}(1+\epsilon _{2})}
그리고 고점(higher-point) 상관관계들도 유사하게 수정된다.
{\displaystyle \langle a_{\omega _{1}}a_{\omega _{1}}^{\dagger }a_{\omega _{2}}a_{\omega _{2}}^{\dagger }\ldots a_{\omega _{n}}a_{\omega _{n}}^{\dagger }\rangle _{\rm {exact}}=\langle a_{\omega }a_{\omega }^{\dagger }\rangle _{\rm {hawk}}(1+\epsilon _{n})}
위의 방정식은 한 간결한 표기법을 사용했으며 보정 계수 {\displaystyle \epsilon _{i}}는 온도, 상관 함수에 들어가는 연산자의 주파수 및 블랙홀의 기타 상세에 따라 달라질 수 있다.
말다세나는 처음에 역설의 간단한 버전에서 이러한 수정을 탐색했다.. 그런 다음 파파도디마스Papadodimas와 라주Raju에 의해 분석되었으며 그들은 블랙홀 엔트로피에서 지수함수적으로 억제된 낮은 점의 상관관계(예: 위의 {\displaystyle \epsilon _{2}})에 대한 보정만으로도 유니터리성을 유지하기에 충분하며, 매우 높은 점의 상관관계에만 상당한 보정이 필요하다는 것을 보여주었다. 올바른 작은 보정을 형성할 수 있는 메커니즘은 처음에는 양자 중력에서 정확한 위치가 손실되어 블랙홀 내부와 복사가 동일한 자유도로 설명되는 것으로 가정했다. 최근의 발전은 이러한 메커니즘이 준고전 중력 내에서 정확하게 실현될 수 있고 정보가 빠져나갈 수 있음을 시사한다. § 최근의 발전 참조.

### 역설에 대한 퍼즈볼 해결
일부 연구자들, 특히 사미르 매튜어Samir Mathur는 블랙홀 내부의 준고전적 형태를 유지하면서 정보를 보존하는 데 필요한 작은 보정을 얻을 수 없으며 대신에 블랙홀 기하학을 퍼즈볼로 수정해야 한다고 주장했다.
퍼즈볼의 정의적 특징은 수평선 스케일의 구조를 가지고 있다는 것다. 이는 블랙홀 내부가 거의 특징이 없는 공간 영역이라는 기존의 그림과 대조되어야 한다. 충분히 큰 블랙홀의 경우, 조석 효과는 블랙홀 수평선에서는 매우 작고 또한 블랙홀 특이점에 가까워질 때까지 내부에서도 작게 유지된다. 따라서 재래의 그림에서는 지평선을 가로지르는 한 관측자는 특이점에 접근하기 시작할 때까지 자신이 지평선을 가로지르고 있다는 사실조차 깨닫지 못할 수 있다. 이와 대조적으로, 퍼즈볼 제안은 블랙홀 지평선이 비어 있지 않다는 것을 시사한다. 결과적으로 지평선 표면의 구조의 세부 사항이 블랙홀의 초기 상태에 대한 정보를 보존하기 때문에 정보-없음 (information-free)이 아니다. 이 구조는 또한 나가는 호킹 복사에 영향을 미치고 따라서 퍼즈볼로부터 정보가 탈출하도록 허용한다.
퍼즈볼 제안은 미시 상태 기하학(microstate geometry)이라고 불리는 수많은 중력 해들의 존재에 의해 뒷받침된다.
방화벽 제안은 블랙홀 내부가 한 퍼즈볼이 아닌 한 방화벽으로 대체된다고 가정하는 퍼즈볼 제안의 한 변형으로 생각할 수 있다. 운영적으로, 퍼즈볼과 방화벽 제안의 차이는 블랙홀의 지평선을 가로지르는 관측자가 방화벽 제안에서 제안하는 고에너지 물질을 만나느냐, 아니면 퍼즈볼 제안에서 제안하는 저에너지 구조만 만나느냐와 관련이 있다. 방화벽 제안은 작은 수정만으로는 정보 역설을 해결하기에는 불충분하다는 매튜어Mathur의 주장에 대한 탐구에서 시작되었다.
퍼즈볼과 및 방화벽 제안은 지평선 규모에서 구조를 생성할 수 있는 적절한 메커니즘이 부족하다는 이유로 의문이 제기되어 왔다.

### 역설에 대한 강력한 양자 효과 해결
블랙홀 증발의 마지막 단계에서는, 양자 효과들이 중요해지며 무시할 수 없다. 블랙홀 증발의 이 단계를 정확하게 이해하려면 양자 중력에 대한 완전한 이론이 필요하다. 블랙홀에 대한 고리 양자중력 접근법이라고 할 수 있는 이론에서는 이 증발 단계를 이해하는 것이 정보 역설을 해결하는 데 결정적이라고 믿어진다.
이 관점은 호킹의 계산은 정보가 갑자기 탈출하는 블랙홀 증발의 마지막 단계까지 신뢰할 수 있음을 유지한다.  같은 맥락의 또 다른 가능성은 블랙홀이 플랑크 크기가 되면 블랙홀 증발이 단순히 멈춘다는 것이다. 이러한 시나리오를 "잔여 시나리오"들라고 불린다.
이 관점의 매력적인 측면은 양자 중력의 영향이 지배적일 것으로 예상되는 체제에서만 고전 및 준고전 중력으로부터의 상당한 편차가 필요하다는 것이다. 반면에, 이 아이디어는 정보가 갑자기 빠져나가기 직전에 아주 작은 블랙홀이 임의의 양의 정보를 저장할 수 있고 매우 많은 수의 내부 상태들을 가질 수 있어야 한다는 것을 의미한다. 따라서, 이 아이디어를 따르는 연구자들은 잔여형 시나리오에 대한 일반적인 비판, 즉 일반적인 산란 사건들에서 가상 입자들로 잔여물이 생성되어 베켄슈타인 경계(Bekenstein bound)를 위반하고 유효 장론을 위반할 수 있다는 공통된 비판을 피하도록 주의해야 한다.

### 역설에 대한 부드러운 머리카락 해결
2016년에 호킹, 페리Perry 및 스트로민저는 블랙홀이 "부드러운 머리카락(soft hair)"을 포함해야 한다고 주장했다. 광자들이 중력자들처럼 질량이 없는 입자들은 임의로 낮은 에너지로 존재할 수 있어서 또한 소프트 입자(soft particle)들이라 불린다. 부드러운 머리카락 해결은 초기 상태에 대한 정보가 이러한 소프트 입자들에 저장되어 있다고 가정한다. 이러한 부드러운 머리카락의 존재는 4차원적 점근적으로 평평한 공간의 한 특성이므로 이 역설에 대한 해결은 반 더 시터르 공간의 블랙홀이나 다른 차원의 블랙홀들에는 적용되지 않는다.

### 정보가 복구할 수 없게 손실됨
이론물리학계의 소수 견해로 블랙홀이 형성되고 증발할 때 정보가 진정으로 손실된다는 견해가 있다. 만일 준고전적 중력의 예측과 블랙홀 시공간의 인과 구조가 정확하다고 가정할 경우에는 이 결론이 따르게 된다.
그러나 이 결론은 유니터리성을 잃어버리게 한다. 뱅크스Banks, 서스킨드 및 페스킨Peskin은 어떤 경우에는 유니터리성의 상실이 에너지-운동량 보존 또는 국지성의 위반을 의미하지만, 자유도가 많은 계에서는 이 주장을 피할 수 있다고 주장한다. 로저 펜로즈에 따르면, 양자계에서 유니터리성의 상실은 문제가 되지 않는다: 양자 측정 자체가 이미 비유리터리(non-unitary)이기 때문이다. 펜로즈는 블랙홀처럼 중력이 작용하는 순간 양자계는 더 이상 유니터리적으로 진화하지 않을 것이라고 주장한다. 펜로즈가 옹호하는 등각순환우주론은 블랙홀에서 정보가 실제로 손실되는 조건에 따라 결정적으로 달라진다. 이 새로운 우주론 모형은 우주 마이크로파 배경 복사(CMB)의 상세한 분석을 통해 실험적으로 테스트할 수 있는데: 만약 사실이라면, CMB는 약간 낮거나 약간 높은 온도를 가진 원형 패턴들을 보여야 합니다. 2010년 11월, 펜로즈와 V. G. 구르자디안은 윌킨슨 마이크로파 비등방성 탐색기(WMAP)의 데이터에서 이러한 원형 패턴의 증거를 발견했다고 발표했고, 이는 BOOMERanG 실험의 데이터로 확증되었다. 이러한 발견들의 중요성에 대해 논란이 되었다.
비슷한 맥락에서 모닥Modak, 오티즈Ortíz, 페냐Peña 및 수다르스키Sudarsky는 양자역학의 측정 문제(measurement problem)라고 불리는 양자 이론의 근본적인 문제를 호출함으로써 역설을 해결할 수 있다고 주장했다. 이 연구는 훨씬 더 광범위한 맥락에서 객관적 붕괴 이론의 이점에 대한 오콘Okon과 수다르스키의 한 더 이른 제안에 기반을 두었다. 이 연구의 원래 동기는 블랙홀이 존재할 때 (그리고 중력장의 영향 하에서도) 파동 함수 붕괴가 불가피하다는 펜로즈의 오래 지속된 제안이었다. 붕괴 이론들의 실험적 검증은 한 지속적인 노력이다.

### 기타 제안된 해결 방법
그 역설에 대한 몇 가지 다른 해결 방법들도 모색되었다. 아래에 간략히 소개한다.
- 정보는 어떤 큰 잔여물에 저장된다[58][59]

이 아이디어는 블랙홀이 플랑크 크기에 도달하기 전에 호킹 복사가 멈춘다는 것을 제안한다. 블랙홀은 증발하지 않기 때문에, 초기 상태에 대한 정보는 블랙홀 내부에 남아 있을 수 있고 또한 그 역설은 사라진다. 그러나 블랙홀이 거시적인 상태를 유지하는 동안 호킹 복사가 멈출 수 있게 허용하는 인정된 메커니즘은 아직 없다.
- 정보는 우리 우주에서 분리되는 한 아기 우주에 저장된다[28][60]

고유 각운동량(스핀)을 가진 물질에 일반 상대성이론을 확장한 중력의 아인슈타인-카르탕 이론과 같은 일부 중력 모형들은 이러한 아기 우주의 형성을 예측한다. 알려진 일반 물리학 원리를 위반할 필요가 없다. 관측 가능한 우주는 하나뿐이지만, 우주의 수에는 물리적 제약이 없다.
아인슈타인-카르탕 이론은 극도로 높은 밀도에서만 일반 상대론적인 것들과 크게 다르기 때문에 테스트하기가 어렵다.
- 정보는 미래와 과거 사이의 상관관계들로 인코딩된다[61][62]

최종 상태 제안(final-state proposal)은 인과적 관점에서 블랙홀 내부의 모든 사건의 미래에 대한 블랙홀 특이점에 경계선 조건들을 부과해야한다고 제안한다. 이는 블랙홀 증발과 유니터리성을 조화시키는 데 도움이 되지만 인과성과 시간 진화의 국자성에 대한 직관적인 생각과는 모순된다.
- 양자 채널 이론

2014년 크리스 아다미Chris Adami는 양자 채널(quantum channel) 이론을 사용한 분석이 어떤 명백한 역설이라도 사라지게 한다고 주장했다. 아다미는 블랙홀 상보성을 거부하고, 대신 공간꼴 표면은 중복된 양자 정보(quantum information)를 포함하지 않는다고 주장했다.

## 최근 발전
2019년에 상당한 진전이 있었는데, 페닝턴Penington과 알헤이리Almheiri, 엥겔하르트Engelhardt, 마롤프Marolf 및 맥스필드Maxfield 등 연구자들은 특정 양자 중력 모형에서 블랙홀이 방출하는 복사의 폰 노이만 엔트로피(Von Neumann entropy)를 계산할 수 있었다. 이 계산들은 이러한 모형들에서 이 복사의 엔트로피가 먼저 상승한 다음 다시 영으로 떨어지는 것을 보여주었다. 위에서 설명했듯이 정보 역설을 구성하는 한 가지 방법은 호킹의 계산이 호킹 복사의 폰 노이만 엔트로피가 블랙홀의 수명 전반에 걸쳐 증가한다는 것을 보여주는 것이다. 그러나 만일 그 블랙홀이 엔트로피가 영인 순수한 상태에서 형성된 경우, 유니터리성은 블랙홀이 완전히 증발하면 호킹 복사의 엔트로피가 다시 영으로 감소해야 한다는 것을 의미한다. 따라서, 위의 결과는 적어도 이 모형에서 고려하는 특정 중력 모형들에서는 정보 역설에 대한 한 해결책을 제시한다.
이 계산들은 먼저 해석적으로 그 시공간을 한 유클리드 시공간(Wick rotation)까지 계속한 다음 복제 트릭(replica trick)을 사용함으로써 그 엔트로피를 계산한다. 엔트로피를 계산하는 경로 적분은 "복제 웜홀"이라 불리는 새로운 유클리드 구성으로부터 기여를 받는다. (이러한 웜홀은 한 윅 회전 시공간(Wick rotation spacetime)에 존재하며 원래 시공간에 있는 웜홀과 혼동해서는 안 된다.) 이러한 웜홀 기하학을 계산에 포함하면 엔트로피가 무한정 증가하는 것을 방지할 수 있다.
이 계산들은 또한 충분히 오래된 블랙홀의 경우 블랙홀 내부에 영향을 미치는 호킹 복사에 대한 작업을 수행 할 수 있음을 의미한다. 이 결과는 관련 방화벽 역설에 영향을 미치며, ER=EPR 제안, 블랙홀 상보성(black hole complementarity) 및 파파도디마스-라주 제안(Papadodimas–Raju proposal)에서 제안한 물리적 그림들에 대한 증거를 제공한다.
위의 페이지 곡선(Page curve) 계산을 수행하는 데 사용되는 모형은 중력자가 질량이 없는 실제 세계와 달리 중력자가 질량을 갖는 이론을 일관되게 포함한다는 지적이 있었다. 이러한 모형들에는 중력이 작용하지 않는 인공 인터페이스로 생각할 수있는 "비중력 욕조(nongravitational bath)"도 포함되었다. 또한 페이지 곡선 계산에 사용되는 핵심 기술인 "섬 제안(sland proposal)"이 한 가우스 법칙을 지닌 표준 중력 이론에서 일관성이 없다는 주장도 제기되었다. 이것은 페이지 곡선 계산이 현실적인 블랙홀에는 적용 할 수 없으며 특수 장남감 중력 모형에서만 작동한다는 것을 제안한다. 이러한 비판의 타당성은 아직 조사 중이며 연구 커뮤니티에서 합의가 이루어지지 않았다.
2020년에 라다Laddha, 프라부Prabhu, 라주Raju 및 슈리바스타바Shrivastava는 양자 중력의 효과의 결과로서, 블랙홀 외부에서 정보가 항상 이용 가능하여야 한다고 주장했다. 이는 블랙홀 외부 영역의 폰 노이만 엔트로피가 먼저 상승했다가 하락하는 위의 제안과 달리 항상 영을 유지한다는 것을 의미한다. 이를 확장하여 라주는 호킹의 오류는 블랙홀 외부 영역이 내부에 대한 정보를 갖지 않는다고 가정한 것이라고 주장했다.
호킹은 이 가정을 "무지의 원리"라는 용어로 공식화했다. 무지의 원리는 양자역학적 효과가 무시될 때, 털없음 정리의 덕분에 고전 중력에서 옳다. 양자역학적 효과만 고려하고 중력 효과를 무시할 때도 또한 맞는다. 그러나 라주는 양자역학적 효과와 중력 효과를 모두 고려할 때, 무지의 원리는 정반대의 의미인 "정보의 홀로그래피 원리"로 대체되어야 한다고 주장했다: 이는 적절히 정밀한 측정을 통해 내부에 대한 모든 정보를 외부로부터 되찾을 수 있다는 것을 의미한다.
복제 웜홀들과 정보의 홀로그래피를 통해 위에서 설명한 정보 역설의 두 가지 최근 해결 방법들은 블랙홀 내부의 관측하는 것들이 블랙홀로부터 멀리 떨어진 관측하는 들을 설명한다는 특징을 공유합니다. 이는 양자 중력에서 정확한 국소성의 상실을 의미한다. 이러한 국소성 손실은 매우 작지만, 먼 거리에서도 지속된다. 이 특징은 일부 연구자들에 의해 도전을 받았다.

## 같이 보기
- AdS/CFT 대응성
- 블랙홀 너머
- 블랙홀 상보성(Black hole complementarity)
- 우주 검열 가설
- 방화벽 (물리학)
- 퍼즈볼
- 홀로그래피 원리
- 역설 목록(List of paradoxes)
- 맥스웰의 도깨비
- 털없음 정리
- 숨김 없는 정리(No-hiding theorem)
- 손-호킹-프레스킬 내기(Thorne–Hawking–Preskill bet)